# 莽错
莽错（藏語：འབུམ་མཚོ།，威利转写：'bum mtsho，THL：Bum Tso）位于中国西藏自治区昌都市芒康县境内，地处芒康县东部，横断山脉中部，金沙江与澜沧江之间的山间盆地内，距芒康县城嘎托镇约90公里。湖面海拔4310米，面积18平方公里。湖区年均气温6～8℃，年均降水量500～600毫米。属于金沙江水系，为金沙江支流错龙门曲的源头湖泊。湖中有堆确、堆穷两座小岛。湖北的沼泽草甸是良好的牧场，湖区有山地叶林，湖中生长有高原裂腹鱼，湖区有黑鹤、白鹤、水鸭、黄鸭等候鸟栖息。现已利用湖水进行发电、灌溉。 